# Pier Angelo Mazzolotti
Pier Angelo Mazzolotti (29 dicembre 1890 – Torino, 5 aprile 1972) è stato un regista e sceneggiatore italiano del cinema muto.

## Biografia
Iniziò la sua carriera negli anni dieci, scrivendo alcuni soggetti. Il debutto cinematografico avvenne nel 1915 col film Titanic, a quanto pare un discreto successo nonostante la prima guerra mondiale); tuttavia in seguito l'opera andò persa.
Dopo questo film il regista interruppe la sua carriera per cinque anni, per poi ritornare nuovamente dietro la macchina da presa nel 1920 con il film La fuggitiva, (anch'esso un successo, apprezzato anche dalla critica). Nel 1921 girò il suo terzo ed ultimo film, Il fango e le stelle, prima di ritirarsi definitivamente dallo schermo, continuando comunque a scrivere sceneggiature cinematografiche.

## Filmografia

### Regista
- La maschera che sanguina (1914)
- La morsa della morte (1915)
- Titanic (1915)
- La bara di vetro (1915)
- Serpe contro serpe (1915)
- Veglia d'armi del boy-scout (1915)
- Il tenente Berth (1915)
- La fuggitiva (1920)
- L'assalto ai pescicani (1921)
- La pioggia dei diamanti (1921)
- Il cadavere vivente (1921)
- Il fango e le stelle (1921)
- Abbasso il cambio! (1923)
- Per piacerti di più (1923)
- Maestra d'amore (1923)

### Sceneggiatore
- L'ultima danza, regia di Umberto Paradisi (1914)
- Saetta impara a vivere, regia di Guido Brignone (1924)
- Maciste imperatore, regia di Guido Brignone (1924)
- La bellezza del mondo, regia di Mario Almirante (1927)
- Il carnevale di Venezia, regia di Mario Almirante (1928)
- Sei tu l'amore?, regia di Alfredo Sabato (1930)